# Charles Bruzon
Charles Arthur Bruzon va ser un ex pàrroc i diputat de Gibraltar, afiliat al Partit Socialista Laborista de Gibraltar (GSLP). Estava casat i va tenir dos fills. En les eleccions generals de 2011, va ser elegit i nomenat ministre d'Habitatge i de la tercera edat.

## Biografia
Per Bruzon, tot i ser el fill d'un regidor i ex membre de l'Assemblea legislativa, la vocació política es va produir després de la vocació religiosa. En la seva joventut, va estudiar durant sis anys al Col·legi Teològic d'Usher (un seminari catòlic) a Durham (Anglaterra), d'on va sortir després de ser ordenat sacerdot el 1962.
Bruzon va ser enviat a Gibraltar i va romandre allà durant set anys com a capellà del Bisbe John Farmer Healy. Tanmateix, després de quatre anys en el càrrec, Bruzon va començar a qüestionar la seva elecció. No era només una qüestió de celibat, ja que ell diu que es va enamorar de la seva futura esposa més d'un any després d'haver trencat els seus llaços amb l'Església Catòlica, però sentia que l'Església s'havia apartat de la gent. D'acord amb Bruzon, tot i haver mostrat simpatia pel dilema personal del pàrroc, els seus superiors no podien fer molt per accelerar el procés de dispensa de les obligacions sacerdotals per la Santa Seu, que va prendre divuit mesos per fer-se realitat.
Després de deixar la vida religiosa, Bruzon va aconseguir un treball en la comptabilitat del Castle Marketing Group on va treballar durant tres anys per al pare de Joe Holliday. Tanmateix, acabat de casar i pressionat per la manca d'habitatges a Gibraltar, va decidir acceptar un treball a Hatton Garden a Londres. Ell va treballar al South Africa's Deciduous Fruit Board en la Strand. Els seus dos fills van néixer durant la seva estada a Anglaterra. El 1987 va tornar a Gibraltar amb la seva família.
Treballant en una botiga de mobles, Bruzon afirma haver entrat en contacte amb els problemes de la població del Penyal, no només pel que fa a la qüestió de l'habitatge (o la manca d'ella), sinó també la dificultat en l'entrega de mobles, a causa de la manera que moltes de les cases locals havien estat dissenyades. Però el seu treball en l'activisme polític només va començar a desenvolupar-se el 1996, quan es va incorporar al Voice of Gibraltar Group i va anar al Parlament Europeu a Estrasburg, sol·licitant una resolució relativa a les pressions d'Espanya contra els residents de Gibraltar.
El 2001, Bruzon es va unir al GSLP. En les eleccions generals de 2003, va ser elegit amb el tercer nombre més alt de vots de l'oposició, juntament amb un altre nouvingut, Lucio Randall.
Nomenat ministre a l'ombra de l'Habitatge, Bruzon va dir que havia estudiat acuradament totes les promeses fetes pels Socialdemòcrates de Gibraltar (GSD) des de 1996, sobre una solució per a la qüestió crònica de l'habitatge en el Penyal. En la seva anàlisi, el problema es va agreujar durant el govern de Peter Caruana.
Bruzon va ser reelegit per al Parlament el 2007 i va romandre com a Ministre d'Habitatge. El 2011, amb la victòria de l'aliança GSLP/GLP en les eleccions generals, va ser nomenat ministre de l'Habitatge i de la tercera edat.
Des de 2003, Bruzon era membre del Moviment Socialista Cristià. El seu nebot, el sacerdot Charles Bruzon, és el capellà militar a bord del HMS Daring.
Charles Bruzon va morir el 16 d'abril de 2013 als 74 anys, després d'una llarga batalla contra la malaltia.